# Hotel Eureka w Sopocie
Hotel Eureka w Sopocie - zbudowany około 1919 roku zespół obiektów hotelowych w Sopocie przy ówczesnej Karlikauerstr. 7 (ul. Karlikowskiej), obecnie ul. Emilii Plater 7-11, drugi adres: Al. Wojska Polskiego. 

## Historia
Zbudowany bezpośrednio przy plaży w latach 1912-1919 (proj. Wilhelm Lippke) w stylu art deco. Od 1922 mieścił Ośrodek Wypoczynkowy dla Gminnych Urzędników (Kommunal Beamten Erholungsheim Zoppot eGmbH), w kilka lat później Strandhotel (Hotel Plażowy), w czasach nazistowskich obiektem dysponował urząd Pełnomocnika Rzeszy na Okręg Rzeszy Gdańsk-Prusy Zachodnie (Deutsches Reich Reichsstatthalterei des Reichsgaues Danzig-Westpreussen) (namiestnik Rzeszy Albert Forster); formalnie był to Wojskowy Dom Wypoczynkowy (Heereserholungsheim). Po II wojnie światowej w obiekcie ulokowano Państwowy Dom Dziecka (40.-80.), następnie Pensjonat Zatoka ZNP. Od 2012 był to obiekt szkoleniowo-konferencyjny Politechniki Gdańskiej, od 2018 uczelnia prowadzi w nim hotel Eureka.
Obiekt znajduje się w gminnej ewidencji zabytków miasta Sopot, wpisany jest pod nr. 898.